# Melina (keresztnév)
A Melina bizonytalan eredetű női név, görög eredetű jelentése lehet: Mélosz szigetéről származó nő; vagy héber eredetű erőfeszítés, munka.[forrás?] Egyúttal a németben az Emma továbbképzésének, az Emmeline névnek a rövidülése, míg dél-Olaszországban a Carmelina (Karmelina) rövidebb alakja.

## Gyakorisága
Az 1990-es években szórványos név, a 2000-es években nem szerepel a 100 leggyakoribb női név között.

## Névnapok
- július 10.[2]

## Híres Melinák
- Melina Kanakaredes görög származású színésznő (CSI: New York-i helyszínelők)
- Melina Mercouri görög színésznő, politikus